# مدار صفر درجه (مجموعه تلویزیونی)
مدار صفر درجه مجموعه تلویزیونی به کارگردانی حسن فتحی است که در سال ۱۳۸۶ از شبکه اول سیما پخش شد.
این سریال با وجود شباهت اسمی به رمان مدار صفر درجه احمد محمود، از حیث وقایع، شخصیت‌ها، درونمایه و غیره هیچ ارتباطی با رمان مذکور ندارد.

## خلاصه داستان
سریال ماجرای سفر دانشجویی ایرانی به نام حبیب پارسا (شهاب حسینی) به فرانسه — برای تحصیل در رشتهٔ فلسفه در دانشگاه پاریس — را نشان می‌دهد. ماجرا بر بستر جنگ جهانی دوم و شکل گرفتن صهیونیزم و تسلط تدریجی بر فلسطین می‌گذرد که طبیعتاً فضای داستان متأثر از این واقعه مهم تاریخی است. در زمان اعزام دانشجویان ایرانی به فرانسه و همچنین تحصیل آن‌ها در دانشگاه پاریس، جنگ جهانی دوم نیز در حال آغاز است. حبیب پارسا در دانشگاه با دختری یهودی به نام سارا استروک (ناتالی متی) آشنا می‌شود که اوایل، در کلاس با یکدیگر به مخالفت می‌پردازند که تدریجاً این مخالفت و سرکشی به عشق و تمایل بین این دو نفر مبدل می‌شود. ترور یهودیان به دست صهیونیست‌ها در ایران و اروپا و دنبال کردن سرنوشت دانشجویی ایرانی در فرانسه و رابطه عاطفی او با دانشجویی یهودی با سلسله حوادثی به یکدیگر مرتبط می‌شوند. به دنبال فتح پاریس توسط آلمان نازی، جان سارا آستروک و خانواده‌اش نیز به خطر می‌افتد زیرا دولت آلمان با یهودیان مخالف است؛ و پس از این وقایع مشکلات فراوانی برای حبیب که پس از مدتی به ایران بازمی‌گردد روی می‌دهد درحالی که از پی خواسته او سارا آستروک و مادرش نیز به تهران آمده بودند؛ (زیرا جانشان در پاریس به خطر افتاده بود) و حبیب مجدداً دو بار دستگیر می‌شود (به اتهام ربودن گذرنامه). پس از آزادی وی از زندان شهربانی و رخ دادن اتفاقاتی از جمله کشته شدن چند نفر مثل سرگرد فتّاحی، زینت الملوک (که به دلیل خودکشی می‌میرد) خواهر حبیب (سعیده پارسا) و نامزدش، در آخر ماجرا سارا عمویش را که در تخت جمشید قصد قتل حبیب را داشت به قتل می‌رساند و حبیب پارسا دوباره به زندان می‌افتد؛ ولی در آخر پس از رهایی از زندان به معشوق خود می‌رسد که آخرین سکانس سریال است.

## بازیگران
| بازیگر           | نقش                  | یادداشت                                  | گوینده          |
| ---------------- | -------------------- | ---------------------------------------- | --------------- |
| شهاب حسینی       | حبیب پارسا           | فرزند دکتر علی پارسا و آسیه              | شهاب حسینی      |
| ناتالی متی       | سارا آستروک          | معشوقه حبیب                              | مریم شیرزاد     |
| رؤیا تیموریان    | آسیه                 | مادر حبیب و سعیده                        | رؤیا تیموریان   |
| مسعود رایگان     | دکتر علی پارسا       | پدر حبیب و سعیده                         | مسعود رایگان    |
| پیر داغر         | سرگرد فتاحی          | سرگرد و دلداده زینت‌الملوک در دوران جوانی | بهرام زند       |
| لعیا زنگنه       | زینت الملوک جهانبانی | همسر جهانگیر همایون پناه                 | لعیا زنگنه      |
| آتنه فقیه نصیری  | سعیده                | خواهر حبیب                               | آتنه فقیه‌نصیری  |
| فادی ادوارد      | آستروک               | عموی سارا آستروک                         | ناصر طهماسب     |
|                  | پروفسور شاندل        | استاد دانشگاه                            | پرویز بهرام     |
| گیولا مسترهایزی  | اشمیت مایر           | دوست و همکلاسی حبیب                      | کسرا کیانی      |
| احمد ساعتچیان    | محسن مظفر            | همکلاسی حبیب                             | احمد ساعتچیان   |
|                  | راشل آستروک          | از بستگان سارا آستروک                    | فهیمه راستکار   |
| پیام دهکردی      | سردار احتشام         | همسر اول سعیده                           | پیام دهکردی     |
| ایرج راد         | جهانگیر همایون پناه  | همسر زینت الملوک جهانبانی                | ایرج راد        |
| رحیم نوروزی      | تقی                  | نامزد سعیده                              | رحیم نوروزی     |
| علی قربان‌زاده    | اردشیر توکلی         | دوست و همکلاسی حبیب                      | منوچهر زنده‌دل   |
| صدرالدین شجره    | ساروخانی             | دوست جهانگیر همایون پناه                 | صدرالدین شجره   |
| رامسین کبریتی    | ستوان محب علی        | دستیار سرگرد فتاحی                       |                 |
| کیومرث ملک مطیعی | میزانچی              | کارمند روزنامه                           | کیومرث ملک‌مطیعی |
| فرخ نعمتی        | سرهنگ ارسیا          | رئیس سرگرد فتاحی                         |                 |
| بیوک میرزایی     | یدی                  | سردستهٔ لات‌ها                             | بیوک میرزایی    |
| اسماعیل شنگله    | حشمتی                | وکیل                                     | پرویز ربیعی     |
| امیرحسین فتحی    |                      | پسرک روزنامه فروش                        | امیرحسین فتحی   |

## دوبله
دوبلهٔ این سریال به سرپرستی بهرام زند در شهریور ۱۳۸۵ یعنی ۸ ماه پیش از آن که به روی آنتن برود شروع شد و تا پایان اردیبهشت ۱۳۸۶ ادامه یافت. در این مجموعه حدود ۶۰ گوینده به جای هنرپیشگان داخلی و خارجی گویندگی کرده‌اند که از جمله آنها می‌توان به بهرام زند، پرویز بهرام، احمد رسول‌زاده، فهیمه راستکار، مریم شیرزاد، ناصر طهماسب، ناصر نظامی، حمید منوچهری، مازیار بازیاران، تورج مهرزادیان، کسرا کیانی، صادق ماهرو، ناصر احمدی، کتایون اعظمی، مهتاب عسگری، اعظم‌السادات دلبری، علی‌همت مومی‌وند، میرطاهر مظلومی، مینا حبیلی، مینا شجاع، بهمن هاشمی و امیر جوشقانی اشاره کرد.
همچنین این سریال توسط صدا و سیمای مرکز مهاباد به زبان کُردی دوبله و از شبکه مهاباد و شما پخش گردید.

## جوایز

### یازدهمین دوره جشن حافظ
| بخش                                           | نامزد         | نتیجه    |
| --------------------------------------------- | ------------- | -------- |
| بهترین مجموعه تلویزیونی                       | حسن بشکوفه    | نامزدشده |
| بهترین کارگردانی                              | حسن فتحی      | نامزدشده |
| بهترین فیلمنامه                               | حسن فتحی      | نامزدشده |
| بهترین بازیگر مرد درام                        | شهاب حسینی    | نامزدشده |
| بهترین خواننده تیتراژ فیلم و مجموعه تلویزیونی | علیرضا قربانی | برنده    |

## پشت صحنه
مستندی از پشت صحنه این سریال با نام «روزی که زمان ایستاد» به کارگردانی روناک جعفری و تهیه‌کنندگی ناهید دل آگاه ساخته شده و در ۳ قسمت از شبکه مستند پخش شد.